# Ђ
Ђ, ђ («дє», серб. дjе/dje) — кирилична літера, шоста літера сербської абетки, яку вживають на позначення дзвінкого ясенно-піднебінного африката (/dʑ/), схожого на український [дж], але пом'якшений. Літеру вивели сербські лінгвісти Вук Караджич та Лукіян Мушицький, видозмінивши для цього Д (аналогічно Ћ як видозміненому Ч). У македонській абетці Ђ відповідає Ѓ. У сербській латинці їй відповідає Đ/đ. Іноді її передають як dj, що може призвести до труднощів при зворотній транслітерації: dj можна трактувати і як ђ, і як дj.

## Історія
Є поширена думка[де?], що ђ є похідною від ћ, але це не зовсім так.
З XII століття сербська кирилиця мала особливу, тільки їй властиву букву — еквівалент глаголичної букві «дерв» (); початково вона позначала дзвінкий звук (джь, ґь), ближчий якраз до Ђ, ніж до Ћ, і лише з XIV століття стала також означати глухий звук. У такому подвійному вживанні дерв існував довгий час. Форма ж її поступово уподібнилася букві ять (Ѣ) (нижня частина якої в церковних шрифтах квадратна, а не округла), що в гражданці (на яку серби у світських книгах перейшли в середині XVIII століття) дало літеру на зразок латинської перекресленої h — тобто нинішньої ћ. Утім, багато хто нею не користувався, вживаючи етимологічні написання дь і ть для відповідно дзвінкого і глухого звуків.
На початку XIX століття, у зв'язку з формуванням літературної норми сербської мови, почався її активний критичний аналіз і «впорядкування», що зачепило і писемність. Дзвінку африкату «дьжь» треба було відрізняти від глухої «чь». Сава Мркаль (1810) для цього виробив дь і ть; Павел Соларич (1812) для глухого звуку писав ћ, а для дзвінкого — дь; Вук Караджич (1814) на основі цього припустив, що ћ є ні що інше, як воєдино складені т і ь з невеликими змінами зверху і знизу. Зробивши такий висновок, Вук вжив ту ж конструкцію для винаходу нових букв і створив љ, њ, а також щось на зразок складених д і ь. Але отримане йому не дуже сподобалося, і він вирішив попросити допомоги в друзів. Спершу Вук звернувся до Соларича, який запропонував «подвоїти» ћ так само, як з двох к можна зробити ж. Але результат не задовольнив ні Вука, ні самого творця. Вук звернувся до Ґліґія Ґершича, і той запропонував звичайну латинську h. Караджич і Єрней Копітар, що помагав йому, відхилили й цей варіант.
Наступним за цей винахід узявся вчений Лукіян Мушицький. Він також узяв за основу знак ћ, але пішов іншим шляхом. Він припустив, що ћ це м'яка версія Ч (яка в сербській вимові завжди тверда) і щоб з Ч зробити ћ, її слід перевернути й перекреслити. Оскільки шукана буква має позначати м'який варіант Д, то для її утворення слід те саме зробити з Д (в g-подібному накресленні) — перевернути (вийде щось на зразок б) і перекреслити. Було отримано приблизно ƀ — майже ять (Ѣ), але з округлою основою, і з загнутою верхівкою на взір латинської f і з загнутим низом як у g, з якого почалася зміна. Адаптування цієї рукописної літери до друкарського шрифту дало накреслення нинішньої великої літери Ђ з розімкнутим внизу кільцем і малої ђ, що трохи виступає під рядок. (Слід зауважити, що довгий час курсивні форми букв ћ і ђ вимальовували з таким схиленим управо «гачком», як у f, на відміну від прямих зверху букв h і ѣ.)
Цікаво, що ніхто зі згаданих вище осіб не знав про те, що ще в першій половині XVIII століття Ґаврил Венцлович став на письмі розрізняти дзвінке і глухе значення літери дерв за допомогою тих же ћ і ђ, але навпаки.

## Коди
| Кодування    | Реєстр | Десятковий код | 16-ковий код | Вісімковий код | Двійковий код     |
| ------------ | ------ | -------------- | ------------ | -------------- | ----------------- |
| Юнікод       | Велика | 1026           | 0402         | 002002         | 00000100 00000010 |
| Юнікод       | Мала   | 1106           | 0452         | 002122         | 00000100 01010010 |
| ISO 8859-5   | Велика | 162            | A2           | 242            | 10100010          |
| ISO 8859-5   | Мала   | 242            | F2           | 362            | 11110010          |
| KOI-8        | Велика | 177            | B1           | 261            | 10110001          |
| KOI-8        | Мала   | 161            | A1           | 241            | 10100001          |
| Windows-1251 | Велика | 128            | 80           | 200            | 10000000          |
| Windows-1251 | Мала   | 144            | 90           | 220            | 10010000          |

У HTML велике Ђ можна писати як Ђ або Ђ, а мале ђ — як ђ або ђ.